# Zákony z Burgosu

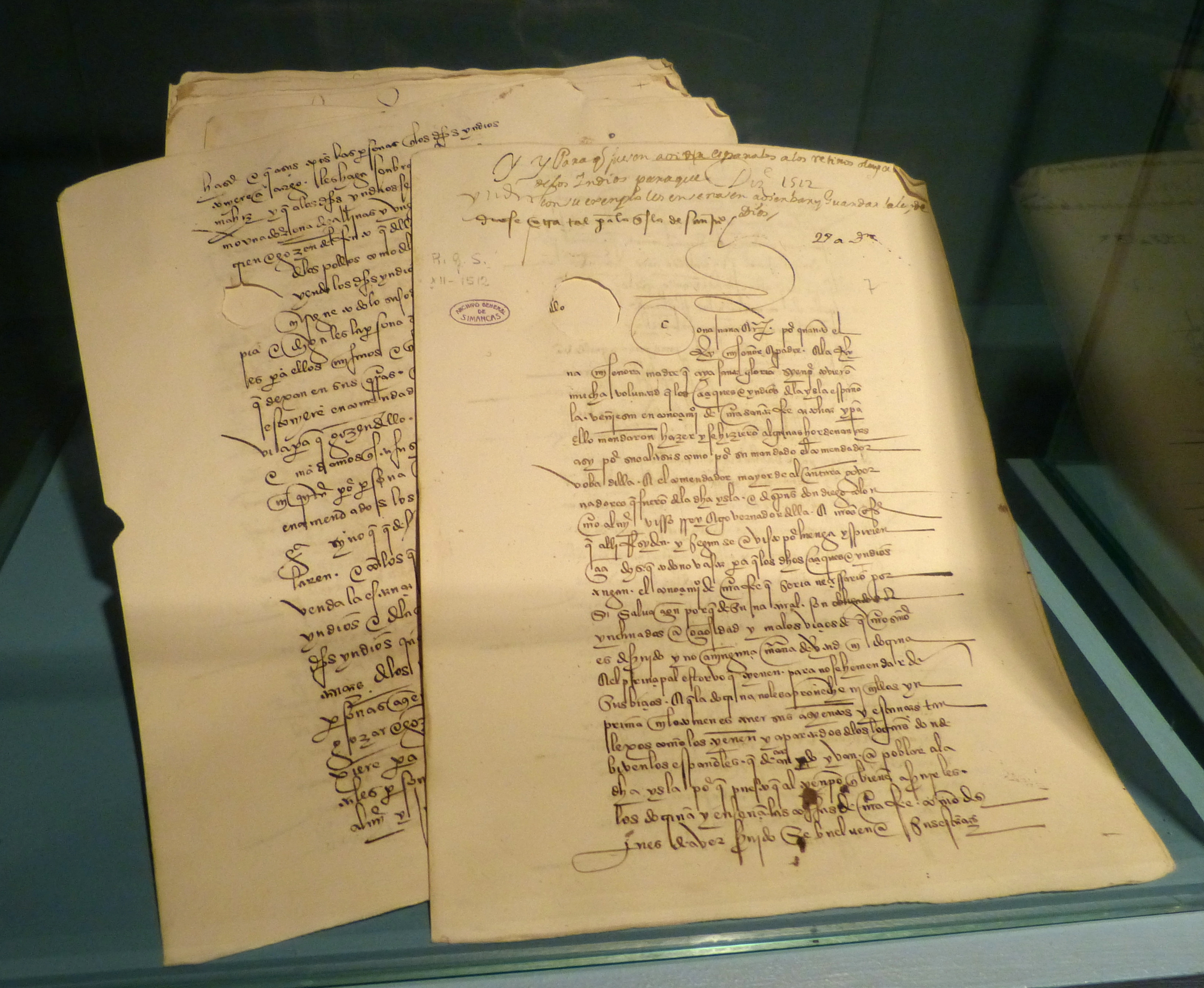
Kopie zákonů z Burgosu

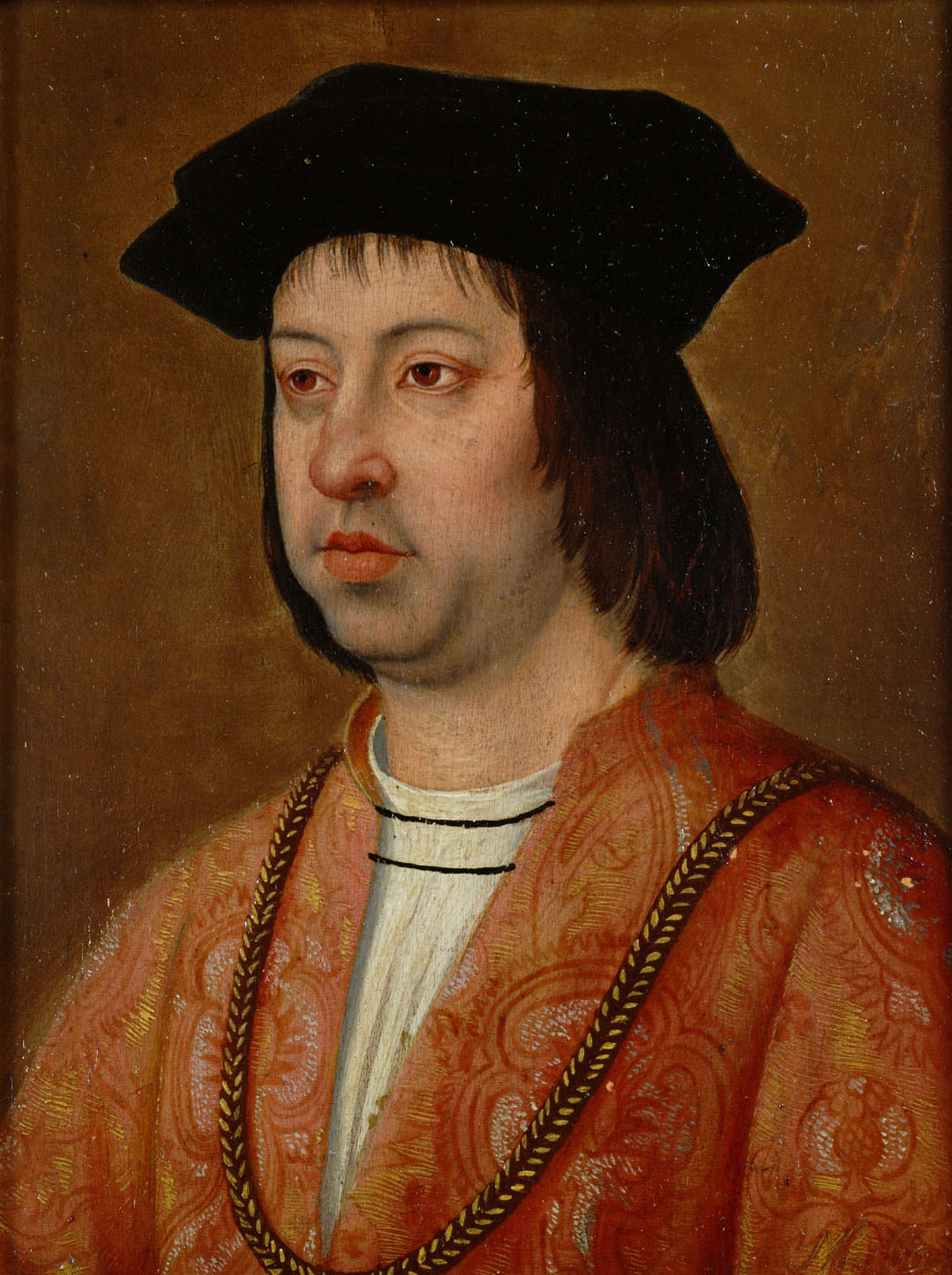
Portrét Ferdinanda II. Aragonského, který dal zákony z Burgosu vydat.

Podpis Ferdinanda II. Aragonského

Socha kněze Antonia de Montesinos, na jehož popud se sešla burgoská rada

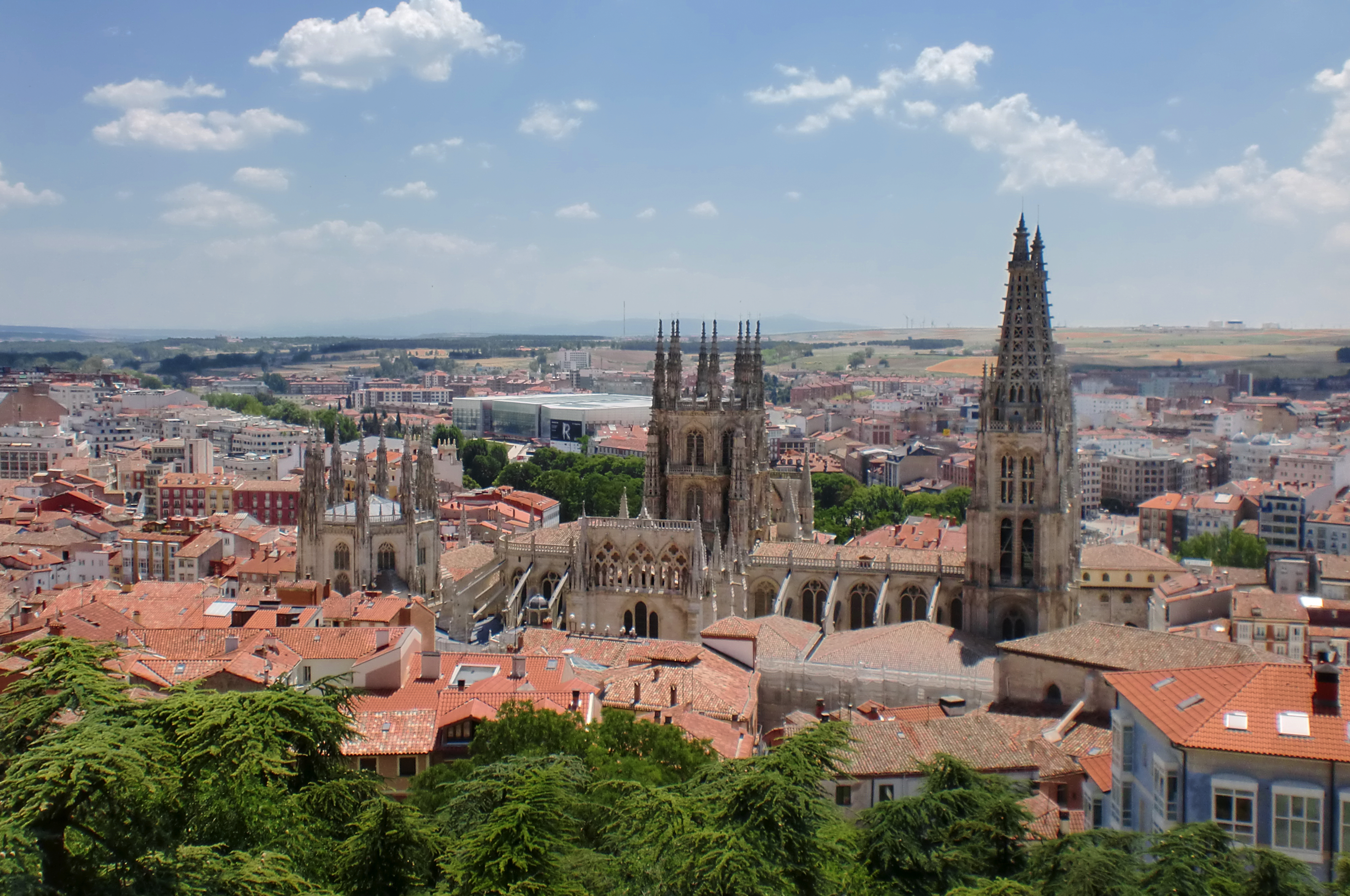
Pohled na město Burgos, kde byly zákony vydány

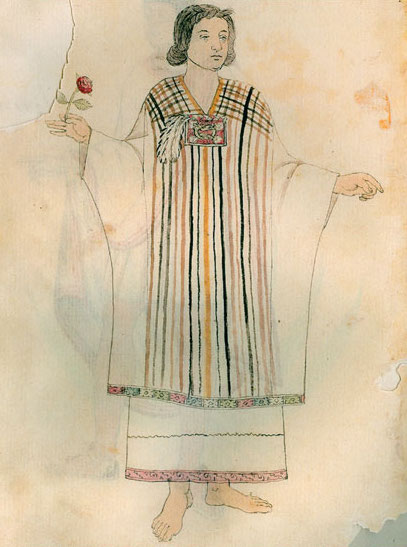
Dobová ilustrace indiánské ženy z kmene Mešiků

Zákony z Burgosu (též burgoské zákony, španělsky Leyes de Burgos, oficiálně Královská nařízení vydaná pro dobré spravování a zacházení s Indiány, španělsky Reales ordenanzas dadas para el buen Regimiento y Tratamiento de los indios) byla první sada zákonů vydaných Španělským impériem pro svoje kolonie v Novém světě (Americe). Významné jsou tím, že zakazují zotročovat původní obyvatele Ameriky (Indiány) a organizují pravidla španělské conquisty.
Zákony z Burgosu byly králem Ferdinandem II. Aragonským vyhlášeny 27. prosince 1512 ve španělském městě Burgos. Před vyhlášením v Burgosu zasedala rada právníků a teologů, která došla k závěru, že španělský král má oprávněný titul k vládě nad americkým kontinentem a místní lidé jsou lidé svobodní, jejichž vlastnická práva musí být dodržována a proto nemohou být vykořisťováni. Nicméně je nutné místní obyvatelstvo dovést ke křesťanství a brát v potaz, že to jsou poddaní krále a musí tak pracovat ve prospěch koruny, což mají zajistit v Americe usazení Španělé – k čemuž byly vytvořeny dva nové instituty: requerimiento a encomienda. 28. července 1513 byly burgoské zákony ještě doplněny o několik ustanovení.
Zákony z Burgosu zákony bývají považovány za předchůdce dnešních katalogů lidských práv, ale i pracovního práva. Bývají ovšem kritizovány za to, že ne vždy bylo jejich dodržování v amerických koloniích dodržováno. Zákony byly v roce 1542 nahrazeny tzv. Novými zákony (španělsky Leyes Nuevas).

## Burgoská rada
Burgoskou radu (španělsky Junta de Burgos) dal svolat král Ferdinand II. Aragonský v reakci na slavné kázání dominikánského mnicha Antonia de Montesinos z roku 1511, ve kterém kritizoval tíživé podmínky a vykořisťování Indiánů na ostrově Hispaniola. V radě zasedali právníci i teologové, a střetávali se v ní dva názorové proudy:
- Jeden proud zastával názor, že Indiáni jsou nevěřící a jsou proto stiženi dědičným hříchem, který je zbavuje základních práv a mohou proto být podrobeni silou.
- Druhý, tomistický, proud zastával názor, že přirozené právo je nad právem nadpřirozeným a kvůli dědičnému hříchu nelze člověku odebrat lidská práva, Indiáni proto být podrobováni silou nemají.

Výsledkem rady byl kompromis, kombinující oba přístupy. Indiáni mohli být nuceni k práci, ale jen za spravedlivou odměnu a za předem daných spravedlivých podmínek. Rada dospěla k základním principům tzv. indiánského práva, které se posléze promítly do zákonů z Burgosu, mj. k tomu, že Indiáni jsou svobodní lidé, kteří jsou poddaní španělské koruny, ale pokud jsou nuceni k práci, musí být spravedlivě odměněni. Indiáni také musí být dovedeni ke křesťanství. Pokud jde o dobývání indiánského území, byl vytvořen institut zvaný requerimineto. Podle něho musí dobyvatelé na novém území Indiány nejprve informovat, že jsou součástí území ovládaného španělskou korunu. Násilí je poté proti nim možné použít jen v případě, že se koruně odmítnou sami dobrovolně podřídit.

## Obsah zákonů

### Zákony z Burgosu
Zákonů z Burgosu je celkem 35. Zde je stručný obsah každého z nich:
1. Indiáni budou přesunuti do tzv. „encomiend“. Na každých padesát Indiánů budou postaveny čtyři chýše (o rozměrech třicet na patnáct stop). Tato půda jim nemůže být odebrána, protože již byli vytrženi ze své původní země. Indiáni budou zodpovědní za pěstování veškerých plodin. V příslušných sezónách budou encomenderové (muži dohlížející na Indiány) zajišťovat, aby Indiáni sázeli kukuřici a chovali slepice.
2. Indiáni dobrovolně opustí svou zemi, aby přišli do encomiend, aby tak nebyli násilně vystěhováni.
3. Občan, jemuž jsou Indiáni svěřeni, musí postavit stavbu, která bude sloužit jako kostel. V kostele musí být obraz Panny Marie a zvon, kterým budou Indiáni svoláváni k modlitbě. Osoba, která je má ve své encomiendě, s nimi musí každý večer chodit do kostela a zajistit, aby se pokřižovali a zpívali hymny. Pokud některý Indián do kostela nepřijde, nebude mu následující den dovoleno odpočívat.
4. Aby bylo zajištěno, že si Indiáni správně osvojují křesťanství, budou každé dva týdny přezkušováni a encomender je bude učit to, co ještě neznají. Naučí je Desatero přikázání, Sedm hlavních hříchů a Vyznání víry. Každý encomender, který tuto povinnost nesplní řádně, bude potrestán pokutou ve výši šesti pesos zlata.
5. Bude postaven kostel ve stejné vzdálenosti od všech usedlostí. V neděli se bude sloužit mše a pořádat hostina. Pokud encomender nepřivede své Indiány, bude mu uložena pokuta ve výši deseti pesos zlata.
6. Pokud je nejbližší kostel příliš daleko od usedlosti, je povinné postavit jiný blíže.
7. Kněží, kteří vybírají desátky, musí zajistit, aby v kostelech na těchto usedlostech byli neustále přítomni kněží.
8. V blízkosti dolů budou postaveny kostely, aby si Indiáni pracující jako horníci mohli poslechnout nedělní mši.
9. Enconmeder mající pod sebou padesát Indiánů, musí vybrat dítě, které encomender považuje za schopné, aby ho učili číst a psát a také významu katolictví. Toto dítě pak bude učit ostatní Indiány, protože Indiáni snáze přijmou to, co říká dítě, než to, co říkají Španělé. Pokud má encomender sto Indiánů, budou vybrány dvě děti. Víra musí být zakořeněna v jejich myslích, aby byly spasené duše Indiánů.
10. Pokud se Indián onemocní v blízkosti místa, kde je kněz, kněz musí k němu přijít a recitovat Vyznání víry a další užitečné věci katolické víry. Indián se bude zpovídat bez toho, aby mu bylo cokoliv účtováno. Pokud Indián zemře, bude pohřben s křížem blízko kostela. Pokud nebude pohřben, encomender bude muset zaplatit pokutu čtyři pesos zlata.
11. Indiáni nesmějí být využíváni jako nosiči pro přenášení věcí k jiným Indiánům v dolech.
12. Všichni Španělé mající Indiány v encomiendě jsou povinni pokřtít děti Indiánů do jednoho týdne od jejich narození.
13. Po tom, co byli Indiáni převezeni na usedlosti, bude zlato hledáno následujícím způsobem: Indiáni v encomiendě musí hledat zlato po dobu pěti měsíců v roce a na konci těchto pěti měsíců jim bude umožněno odpočívat po dobu čtyřiceti dnů. Během těchto čtyřiceti dnů nesmí být Indiáni zaměstnáni, pokud sami nechtějí pěstovat plodiny nebo nejsou otroky. Během těchto čtyřiceti dnů budou Indiáni dostávat více výuky ve víře, protože budou mít více času na učení.
14. Indiánům by mělo být povoleno pořádat jejich posvátné tance.
15. Všichni občané, kteří mají Indiány, jsou povinni je živit chlebem, jamy, paprikami a v neděli jim dávat porce vařeného masa. Za každé porušení této povinnosti bude uložena pokuta ve výši dvou pesos zlata.
16. S přihlédnutím ke katolicismu, Indiáni nesmí mít více než jednu manželku, a manželku, kterou mají, nesmí opustit.
17. Děti náčelníků z menších ostrovů, které ještě nedosáhly třinácti let, budou svěřeny do péče mnichů, aby je učili číst, psát a další věci týkající se katolictví. Když děti dosáhnou věku devatenácti let, musí se vrátit do encomiendy a učit ostatní.
18. Těhotné ženy nesmějí být posílány do dolů ani nuceny k práci na poli. Budou ponechány na usedlosti a budou nuceny vykonávat domácí práce, jako je vaření a pletí. Jakmile dítě přijde na svět, mohou ho kojit až do tří let. Po této době se mohou vrátit do dolů a vykonávat další práce.
19. Indiáni nesmějí spát na zemi. Každý encomender musí svým Indiánům zajistit hamaky.
20. Indiáni každý rok dostanou peso zlata na nákup oblečení.
21. Indiáni nesmějí měnit pány. Encomender nemůže zaměstnávat ani ubytovávat Indiána, který patří jinému encomenderovi.
22. Indiánským náčelníkům je dovoleno, aby dva Indiáni vykonávali osobní povinnosti za každých čtyřicet jejich poddaných. Kromě toho musí návštěvníci usedlostí s Indiány zacházet dobře a učit je to, co vědí o katolictví.
23. Oficiální inspektoři musí vést záznamy o činnostech a také o zacházení s Indiány v encomiendách. Musí sledovat populaci a množství vytěženého zlata.
24. Indiáni v žádném případě nesmějí být zneužíváni fyzicky ani verbálně.
25. Indiáni nesmějí být využíváni v soukromém obchodě ani pro žádný jiný ekonomický zájem.
26. Encomendeři, kteří mají své Indiány pracující v vzdálených dolech, spojí síly s jinými usedlostmi, aby pomohli zajistit jídlo pro Indiány.
27. Indiánům z jiných zemí musí být také učeny věci katolické víry. Musí být s nimi zacházeno laskavě, pokud nejsou otroky.
28. Pokud encomender zemře, jeho nástupce se ujme správy encomiendy.
29. Pro každou oblast budou určeni dva inspektoři.
30. Inspektoři budou vybíráni admirálem, soudci a úředníky. Tito lidé by měli být odměňováni Indiány v encomiendě.
31. Vesnice musí být inspektovány dvakrát ročně, jednou na začátku roku a podruhé v létě.
32. Pokud Indián uprchne, inspektoři jej nemohou zadržet. Měl by být předán muži s dobrým svědomím, kterého najde encomender mezi Indiány.
33. Všichni inspektoři by u sebe měli mít kopii zákonů z Burgosu, podepsanou guvernérem.
34. Inspektoři musí mít k dispozici rezidence.
35. Osoba nemůže mít v encomiendě více než sto padesát Indiánů a méně než čtyřicet Indiánů současně.

### Zákony z Valladolidu
Zákony z Valladolidu (španělsky Leyes de Valladolid) je označení pro čtyři další zákony, které byly k zákonům z Burgosu připojeny 28. července 1513 a které byly podepsány ve Valladolidu. Obsah zákonů z Valladolidu:
1. Indiánky vdané za Indiány nesmějí být nuceny sloužit se svými manžely v dolech nebo na jiných místech, pokud to nebude jejich vlastní vůle nebo pokud to jejich manželé nebudou chtít.
2. Indiánské děti nemusí vykonávat práci dospělých, dokud nedosáhnou čtrnácti let. Poté jsou nuceny vykonávat dětské práce, jako je pletí nebo práce na usedlostech svých rodičů.
3. Svobodné Indiánky, které jsou pod autoritou svých rodičů, musí s nimi pracovat na jejich pozemcích. Ty, které nejsou pod autoritou svých rodičů, musí být žít odděleně, aby se nestaly tulačkami
4. Po dvou letech služby mohou Indiáni odejít. Do té doby budou křesťané, civilizovaní a schopní řídit si svůj život sami.